# Milorad Trbić
Milorad Trbić (ur. 22 lutego 1958) – bośniacki Serb, zastępca dowódcy ds. bezpieczeństwa Brygady Zvornik w armii Republiki Serbskiej.
Został oskarżony o ludobójstwo przez Międzynarodowy Trybunał Karny dla byłej Jugosławii (MTKJ), aresztowany i przetransportowany do Sarajewa w celu osądzenia przed sądem w Bośni i Hercegowinie.
Uznany za winnego ludobójstwa i skazany na 30 lat więzienia.